# Hirschlecken
Hirschlecken ist ein Einzelgut, das zu den Auerbacher kleinen Waldorten gehört und heute in Rautenkranz liegt.
Das Gut ist frühestens seit 1791 als Hirschlecke bekannt und wurde ab 1834 als Hirschlecken bezeichnet. 1834 gehörte das Gut zur Auerbacher Waldgemeinde und spätestens ab 1875 zu Morgenröthe-Rautenkranz und damit zur heutigen Gemeinde Muldenhammer. 
Die Einwohnerzahl wurde 1834 und 1890 gemeinsam mit der von Zeughaus aufgeführt. Für 1871 sind 35 und für 1875 sind 42 Einwohner mit je 4 Häuser belegt.

## Belege
1. ↑  Hirschlecken – HOV | ISGV. Abgerufen am 11. Februar 2023.
2. ↑  Alphabetisches Taschenbuch sämmtlicher im Königreiche Sachsen belegenen Ortschaften und der besonders benannten Wohnplätze S. 85
3. ↑  Generalübersicht sämmtlicher Ortschaften des Königreichs Sachsen nach der neuen Organisation der Behörden mit Angabe ihrer Einwohner- und Häuserzahl am 1. December 1871 S. 31